# Lespedeza intermedia
Lespedeza intermedia là một loài thực vật có hoa trong họ Đậu. Loài này được (S.Watson) Britton miêu tả khoa học đầu tiên.